# Adamo Marcuori
Adamo Marcuori o Marcori (Arezzo, Toscana, 1763 - Liorna, Toscana, 25 d'abril de 1808) fou un compositor italià.
Fou mestre de capella de Pisa, i va escriure gran nombre de composicions tant sentides com patètiques. Principalment consisteixen en misses, un Te Deum, un Stabat Mater, dues Salve Regina, salms, motets, i l'òpera La dispettosa in amore (1791).
La majoria de manuscrits de Marcuori es troben en la catedral de Pisa.